# 喬斯林 (內布拉斯加州)
喬斯林（英語：Josselyn）是位於美國內布拉斯加州道生縣的非建制地區。

## 歷史
喬斯林的郵局於1898年設立，其後於1900年停運。

## 地理
喬斯林所處的海拔為高於海平面715米（即2346英呎），而該地所採用的時區為UTC-6，即北美中部时区（CST）。同時該地設有夏令時間，為UTC-6調快一小時，即UTC-5（CDT）。